# گره مندیل

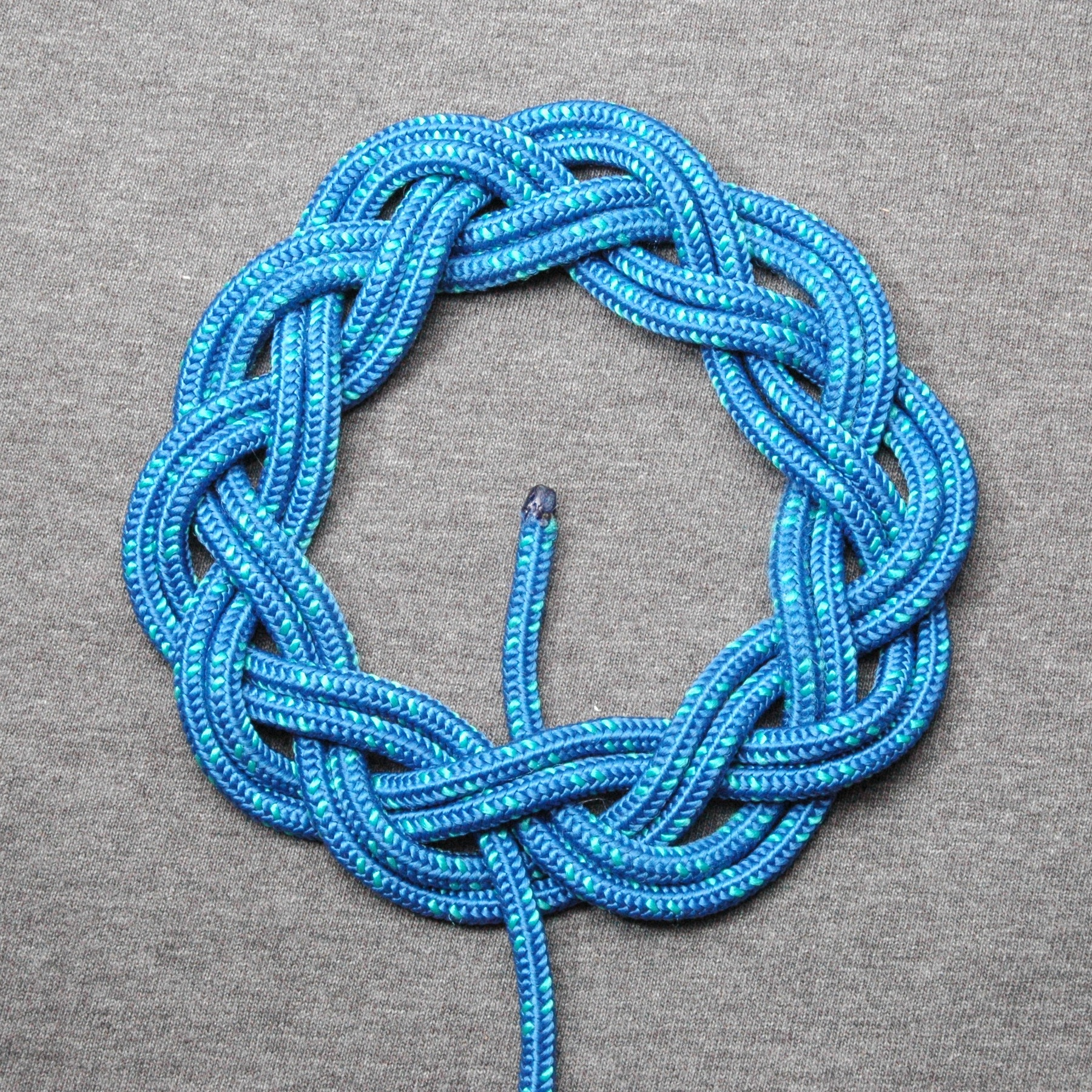
نمایی از یک نوع گره مندیل

'گره مندیل (Turk’s head) گرهی است که به دور طناب یا تیرک بسته می‌شود و انتهای آن شبیه به دستار است.